# Savjolovskaja (stanice metra v Moskvě, linka Bolšaja kolcevaja)
Savjolovskaja (rusky Савёловская) je stanice moskevského metra na lince Bolšaja kolcevaja, která byla zprovozněna dne 30. prosince 2018 v rámci úseku Petrovskij park - Savjolovskaja. Tehdy fungovala jako konečná stanice v dočasném propojení linek Bolšaja kolcevaja a Solncevskaja. Tento stav trval až do 12. prosince 2020. Nyní funguje jako konečná stanice vlaků, které směřují do odvětvení linky Bolšaja kolcevaja směrem do stanice Šelepicha a Dělovoj centr, a to do té doby, než budou tyto stanice dočasně uzavřeny (předpokládán je březen 2024) a připravovány na přechod k Rubljovo-Archangelské lince. Stanice je pojmenována podle přilehlého Savjolovského nádraží, kde lze přestoupit na linku MCD-1, stejnojmenné stanice na Serpuchovsko-Timirjazevské lince, ke které vede nově zbudovaný podzemní průchod a podle čtvrti, ve které se částečně nachází. Lze přestoupit i na stejnojmennou železniční zastávku, kterou obsluhují vlaky na lince MCD-4.  

## Charakter stanice
Stanice Savjolovskaja se nachází na hranicí Savjolovského (Савёловский район) a Butyrského rajonu (Бутырский район) vedle ulic Nižnaja Maslovka (Нижняя Масловка) a Butyrskaja (Бутырская улица). Stanice disponuje dvěma podzemními vestibuly, východ z nich směřují k zastávce Savjolovskaja, k železniční stanici a na obě strany Butyrské ulice. Vestibuly stanice a průchody se schodišťovými východy byly navrženy z monolitického železobetonu. Velikost vestibulů byla minimalizována v souvislosti s urbanistickou situací v daném místě.    
Co se designu stanice týče, hlavní myšlenkou zde bylo zdůraznit tubus metra, proto jsou kolejové stěny ničím nezkrášlené a nepokryté tubusy metra. Tubusy jsou vidět i na pylonech v hlavním sálu stanice, zde jsou přikryty průzračnými panely. Pomocí LED osvětlení, natření struktury tubusů v tmavé grafitové barvě a průzračných panelů na pylonech a podél okrajů nástupiště je dosaženo pocitu hloubky v prostoru. Materiály použité při výzdobě (šedý a bílý mramor, šedá a černá žula) kontrastují se strukturou tubusu, zdůrazňují jeho válcový obrys a návaznost.
Na základě obou stanic metra se v místě vytváří dopravně-přestupní uzel, který bude zahrnovat obě stanice metra, železniční stanici a zastávku a dále hotel o celkové ploše 13 tisíc m2. Předpokládá se, že tímto uzlem denně projde až čtvrt milionu cestujících za den a až 28 tisíc osob za hodinu ve špičce.

## Fotogalerie
- Eskalátory
- Nástupiště
- Vestibul